# Konz

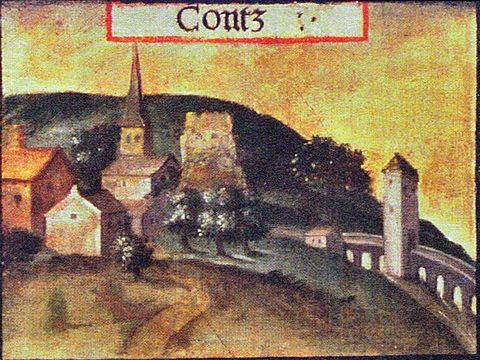
Abbildung von Contz auf dem Trierer Gerichtsbild von 1589

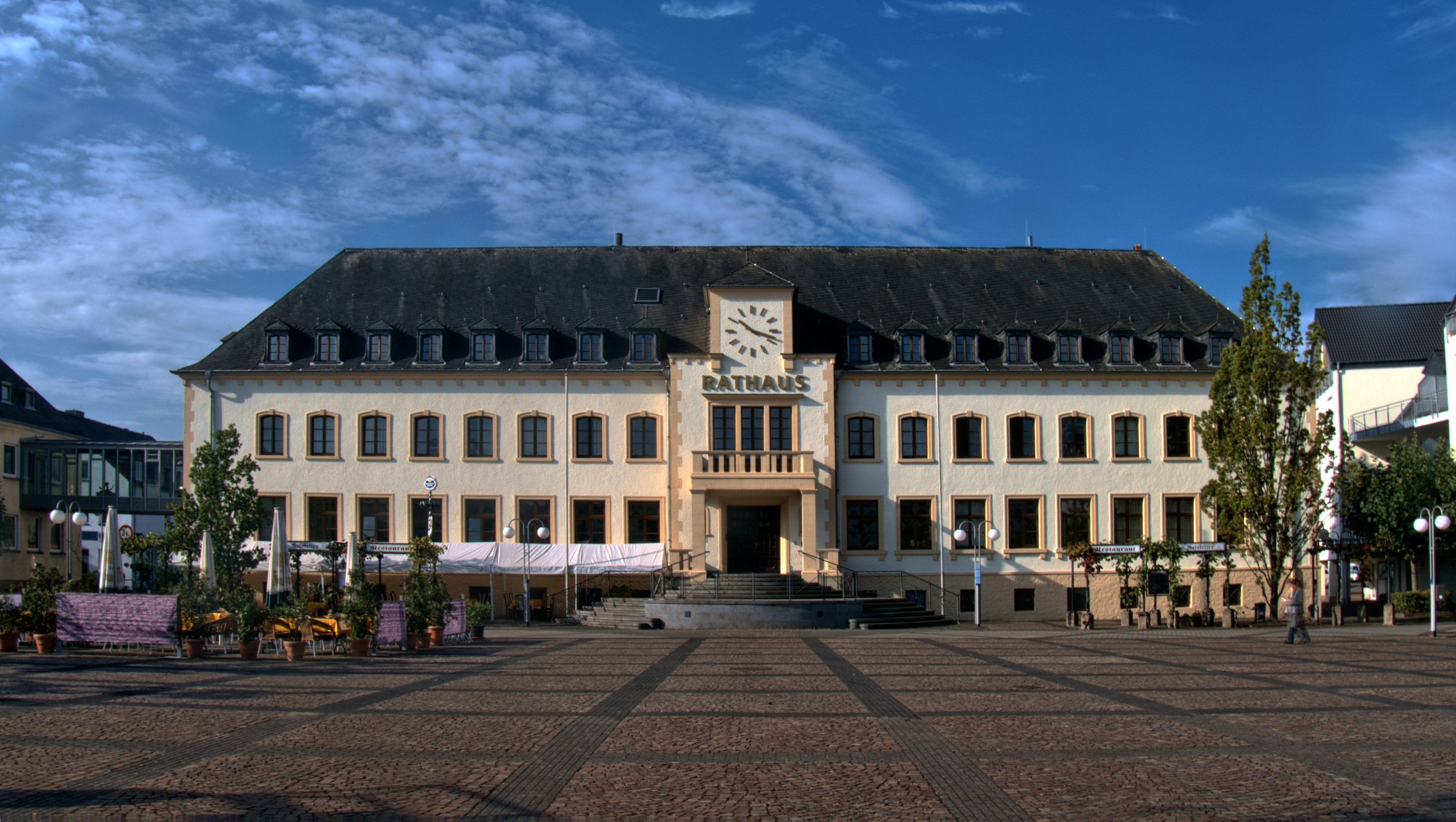
Rathaus

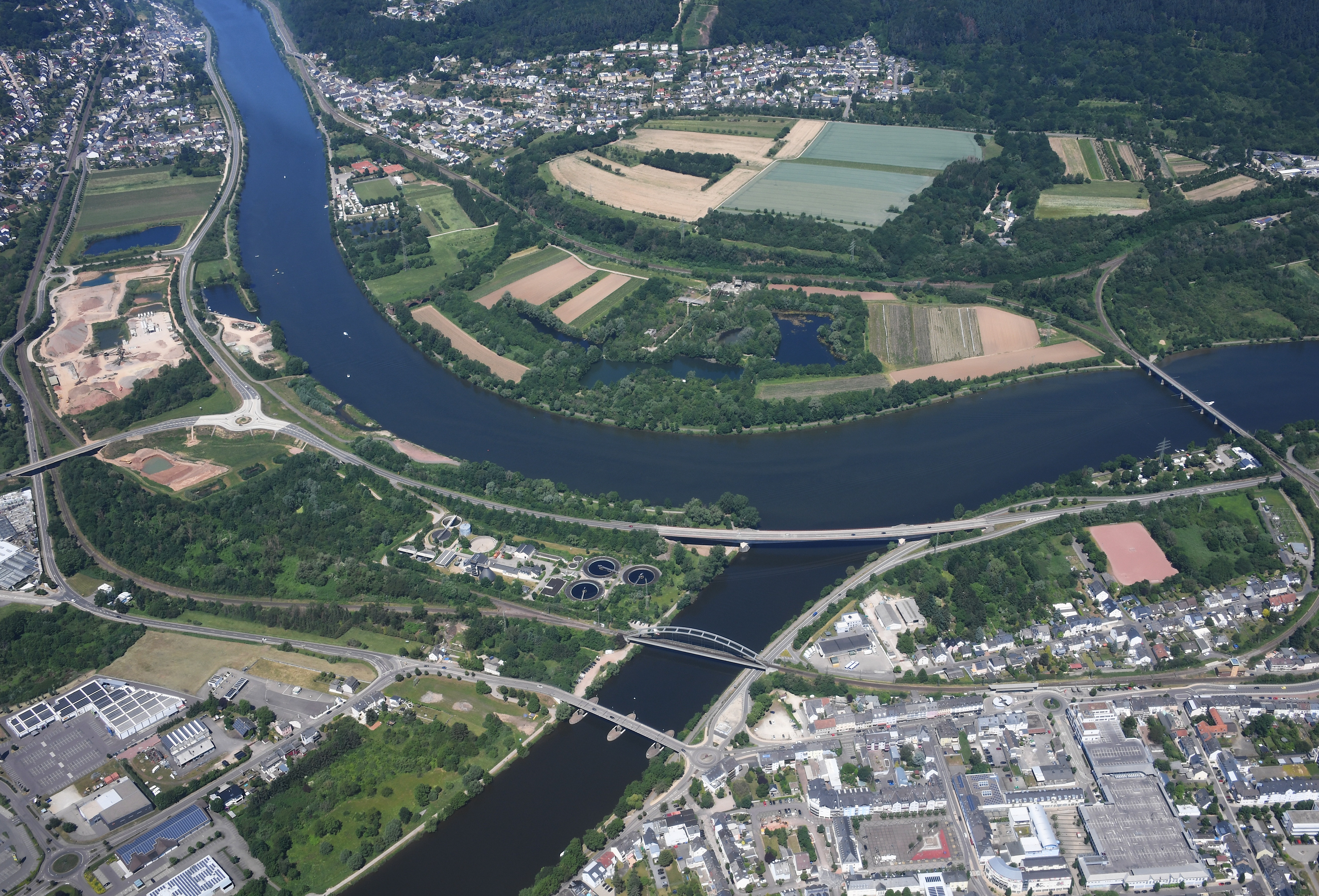
Mündung der Saar in die Mosel

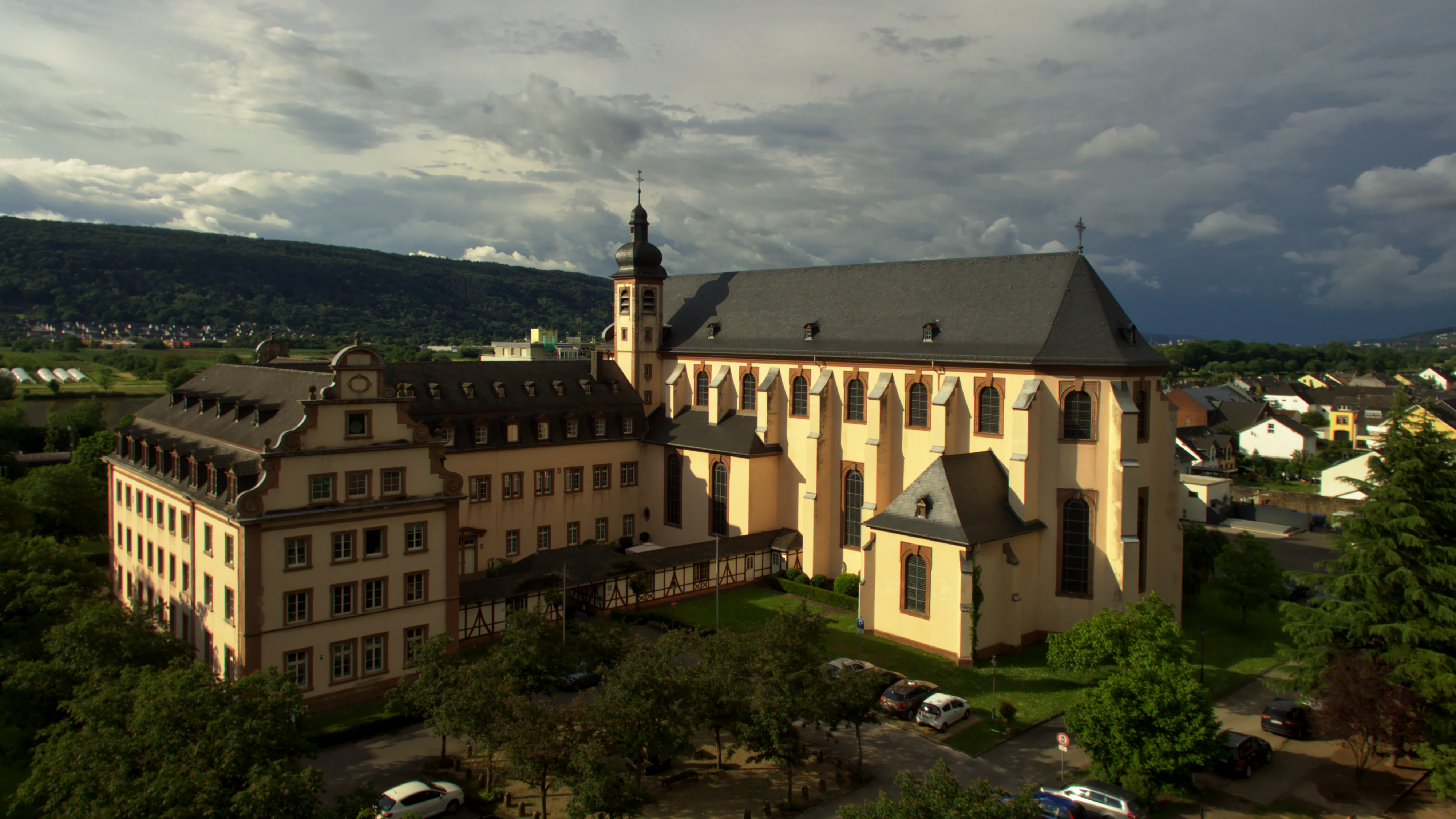
Ehemaliges Kloster Konz-Karthaus

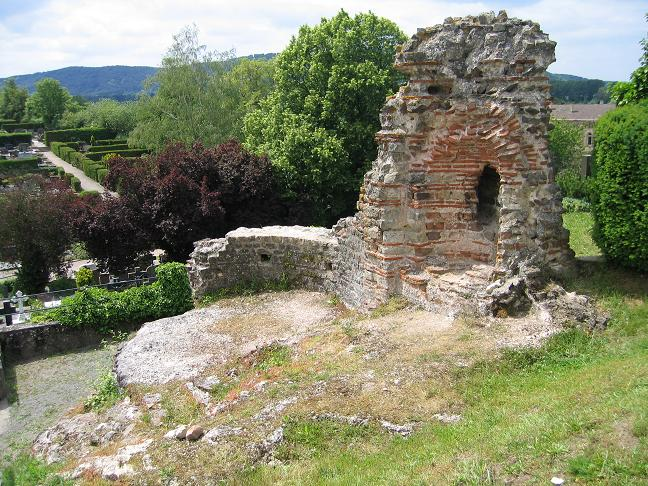
Ruinen der römischen Kaiservilla

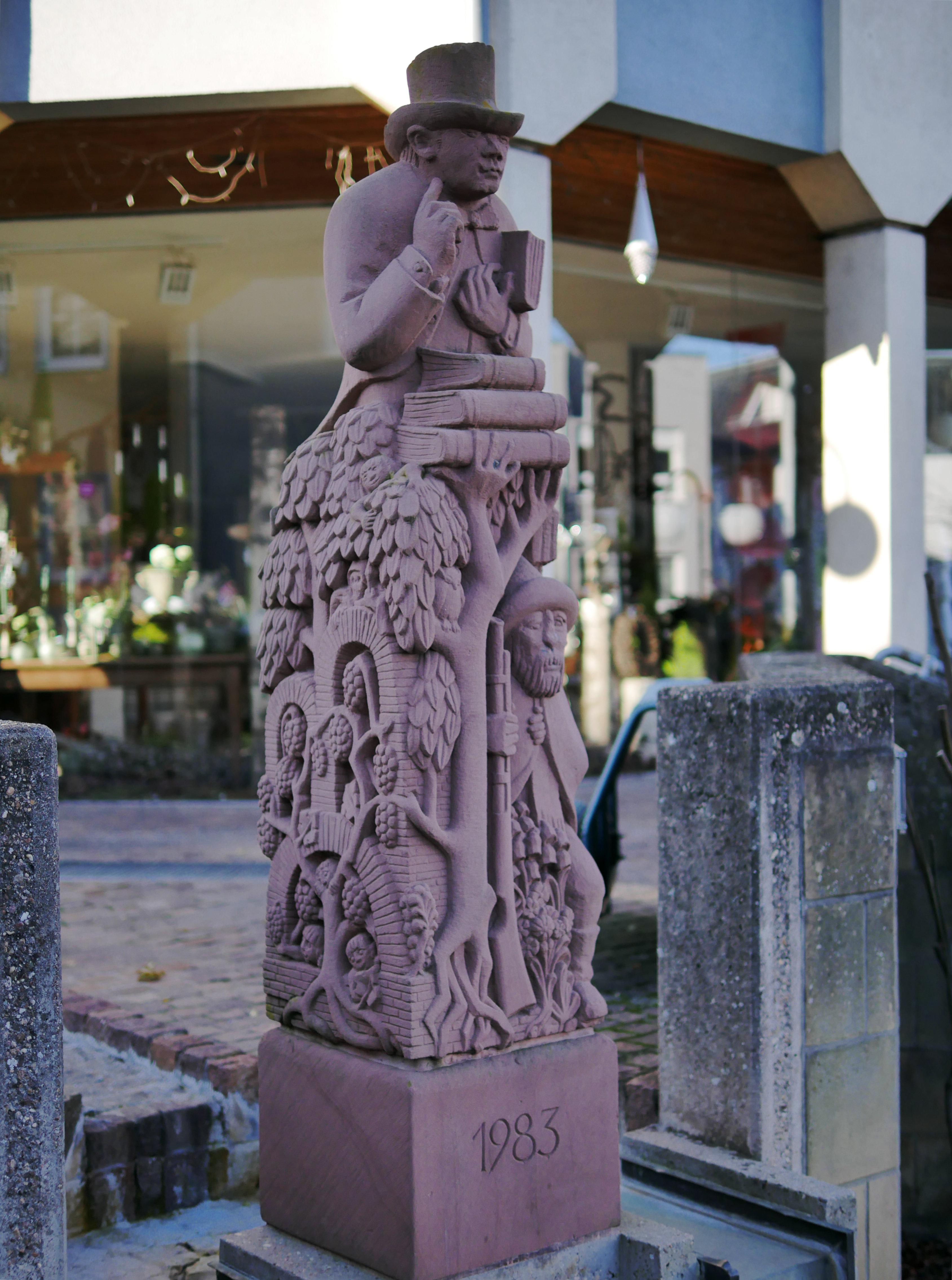
Statue des Konzer Doktors

Konz (früher: Conz; von lateinisch Contionacum) ist eine Stadt im Landkreis Trier-Saarburg in Rheinland-Pfalz. Sie ist Verwaltungssitz der Verbandsgemeinde Konz, der sie auch angehört. Konz ist gemäß Landesplanung als Mittelzentrum ausgewiesen.

## Geographie
Konz liegt an der Mündung der Saar in die Mosel, etwa sieben Kilometer von Trier entfernt.
Größere Gewässer im Stadtgebiet sind der Konzer Bach oder der Oberemmeler Bach, weitere siehe in der Liste der Gewässer in Konz.

### Stadtgliederung
| Stadtteil         | Einwohner Stand 31. Dez. 2008 | Einwohner Stand 31. Dez. 2010 |
| ----------------- | ----------------------------- | ----------------------------- |
| Konz mit Karthaus | 12.238                        | 12.315                        |
| Filzen            | 356                           | 333                           |
| Hamm              | 111                           | 108                           |
| Kommlingen        | 395                           | 409                           |
| Könen             | 2.275                         | 2.295                         |
| Krettnach         | 494                           | 494                           |
| Niedermennig      | 870                           | 863                           |
| Oberemmel         | 1.637                         | 1.630                         |
| Obermennig        | 281                           | 294                           |

Ortsbezirke laut Hauptsatzung sind Filzen-Hamm, Kommlingen, Könen, Niedermennig/Obermennig/Krettnach (gelegen im Konzer Tälchen) und Oberemmel.

### Nachbargemeinden
Benachbarte Gemeinden sind Trier, Franzenheim, Pellingen, Paschel, Vierherrenborn, Wiltingen, Kanzem, Wawern, Tawern und Wasserliesch.

### Klima
Der Jahresniederschlag beträgt 764 mm.

## Geschichte
Contionacum war der Name einer spätrömischen Kaiservilla (die Kaiservilla von Konz), deren Reste ergraben sind und die auch in antiken Quellen genannt wird. Besondere geschichtliche Bedeutung erlangte die am 11. August 1675 bei Konz ausgefochtene Schlacht an der Konzer Brücke während des Holländischen Krieges, in der kaiserliche Truppen unter Führung des Generals Grana ein Heer Ludwigs XIV. unter Marschall François de Bonne de Créqui vernichtend schlugen. Zur Erinnerung an diese Schlacht errichtete man im Jahre 1892 auf der Granahöhe, einer niedrigen Felsterrasse am Rande des Schlachtfeldes unweit der Konzer Brücke, das Granadenkmal.
Aus der französischen Mairie Konz im Kanton Konz entstand Anfang des 19. Jahrhunderts die Bürgermeisterei Konz und daraus später das Amt Konz und die Verbandsgemeinde Konz.
Ende des 19. Jahrhunderts entwickelte sich Konz durch die verkehrsgünstige Lage zu einem Eisenbahnknotenpunkt. Die Linien von Saarbrücken, von Thionville, von Luxemburg und aus dem Sauertal treffen hier auf die Verbindung nach Trier, Eisenbahnbrücken überspannen seitdem Mosel und Saar.
Die beiden Gemeinden Konz und Merzlich wurden 1930 zur Gemeinde Karthaus-Konz zusammengeschlossen. Am 24. November 1937 wurde der Gemeindename Karthaus-Konz in Konz geändert.
Am 18. Juli 1946 wurde Konz gemeinsam mit weiteren 80 Gemeinden der Landkreise Trier und Saarburg dem im Februar 1946 von der übrigen französischen Besatzungszone abgetrennten Saargebiet angegliedert, das zu der Zeit nicht mehr dem Alliierten Kontrollrat unterstand. Am 6. Juni 1947 wurde diese territoriale Ausgliederung bis auf 21 Gemeinden wieder zurückgenommen, damit kam Konz zum 1946 neugebildeten Land Rheinland-Pfalz.
In der Nachkriegszeit entstand durch den Bau des Rathauses mit dem vorgelagerten Marktplatz ein neues Ortszentrum. Im Jahre 1959 wurde Konz zur Stadt erhoben. 2009 wurde das 50-jährige Stadtjubiläum gefeiert.
Am 7. Juni 1969 wurde die bis dahin eigenständige Gemeinde Kommlingen eingemeindet. Am 7. November 1970 erfolgte die Eingemeindung von Filzen, Könen, Mennig und Oberemmel. Die Gemeinde Filzen war zuvor am 7. Juni 1969 aus den Gemeinden Filzen und Hamm bei Filzen neu gebildet worden, die Gemeinde Mennig entstand am selben Tag aus den Gemeinden Krettnach und Niedermennig.

### Bevölkerungsentwicklung
Die Entwicklung der Einwohnerzahl von Konz bezogen auf das heutige Stadtgebiet; die Werte von 1871 bis 1987 beruhen auf Volkszählungen:
| Konz: Einwohnerzahlen von 1815 bis 2023 | Konz: Einwohnerzahlen von 1815 bis 2023 | Konz: Einwohnerzahlen von 1815 bis 2023 | Konz: Einwohnerzahlen von 1815 bis 2023 | Konz: Einwohnerzahlen von 1815 bis 2023 |
| --------------------------------------- | --------------------------------------- | --------------------------------------- | --------------------------------------- | --------------------------------------- |
| Jahr                                    |                                         |                                         |                                         | Einwohner                               |
| 1815                                    | 1815                                    |                                         | 2.002                                   | 2.002                                   |
| 1835                                    | 1835                                    |                                         | 2.979                                   | 2.979                                   |
| 1871                                    | 1871                                    |                                         | 3.806                                   | 3.806                                   |
| 1905                                    | 1905                                    |                                         | 8.790                                   | 8.790                                   |
| 1939                                    | 1939                                    |                                         | 10.617                                  | 10.617                                  |
| 1950                                    | 1950                                    |                                         | 10.047                                  | 10.047                                  |
| 1961                                    | 1961                                    |                                         | 10.838                                  | 10.838                                  |
| 1970                                    | 1970                                    |                                         | 12.510                                  | 12.510                                  |
| 1987                                    | 1987                                    |                                         | 15.433                                  | 15.433                                  |
| 1997                                    | 1997                                    |                                         | 17.217                                  | 17.217                                  |
| 2005                                    | 2005                                    |                                         | 17.821                                  | 17.821                                  |
| 2015                                    | 2015                                    |                                         | 17.966                                  | 17.966                                  |
| 2017                                    | 2017                                    |                                         | 18.298                                  | 18.298                                  |
| 2023                                    | 2023                                    |                                         | 18.539                                  | 18.539                                  |
|                                         |                                         |                                         |                                         |                                         |

## Politik

### Stadtrat
Der Stadtrat von Konz besteht aus 32 ehrenamtlichen Ratsmitgliedern, die bei der Kommunalwahl am 9. Juni 2024 in einer personalisierten Verhältniswahl gewählt wurden, und dem Vorsitzenden.
Die Sitzverteilung im Stadtrat:
| Wahl | SPD | CDU | Grüne | FDP | FWG | AfD | Linke | Gesamt   |
| ---- | --- | --- | ----- | --- | --- | --- | ----- | -------- |
| 2024 | 6   | 12  | 3     | 2   | 8   | –   | 1     | 32 Sitze |
| 2019 | 6   | 11  | 5     | 2   | 6   | 1   | 1     | 32 Sitze |
| 2014 | 7   | 12  | 3     | 2   | 8   | –   | –     | 32 Sitze |
| 2009 | 7   | 12  | 3     | 2   | 8   | –   | –     | 32 Sitze |
| 2004 | 7   | 14  | 3     | 2   | 6   | –   | –     | 32 Sitze |

- FWG = Freie Wählergemeinschaft Stadt Konz e. V.

### Stadtbürgermeister
Joachim Weber (CDU) wurde am 1. Januar 2018 Stadtbürgermeister von Konz. Bei der Direktwahl am 26. Mai 2019 wurde er mit einem Stimmenanteil von 60,19 % für weitere fünf Jahre in seinem Amt bestätigt. Bei der Bürgermeisterwahl am 9. Juni 2024 konnte er sich bei einer Wahlbeteiligung von 59,5 % mit 64,4 % der Stimmen gegen Kevin Mangrich (SPD) durchsetzen.
Bisherige Bürgermeister:
- Michael Kutscheid, vom 1. September 1957 bis 15. Mai 1975
- Hermann Hendricks, vom 16. Juni 1975 bis 31. Mai 1992
- Winfried Manns, vom 1. Juni 1992 bis 30. September 2008
- Karl-Heinz Frieden, vom 1. Oktober 2008 bis 31. Dezember 2017
- Joachim Weber, seit 1. Januar 2018

### Wappen

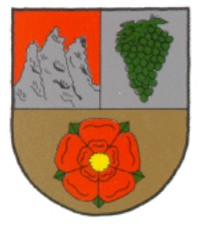
Filzen
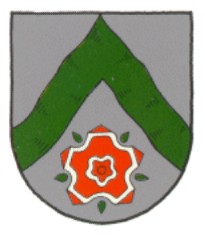
Hamm
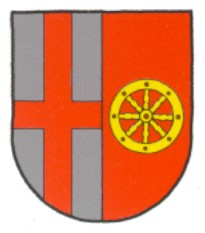
Kommlingen
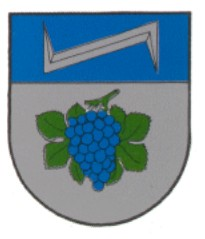
Könen
Konz
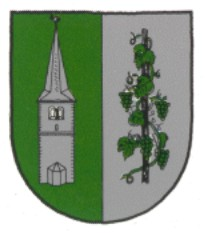
Krettnach
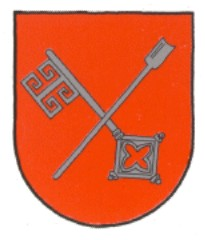
Niedermennig
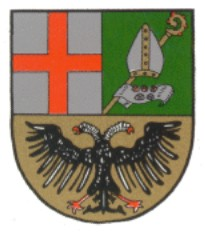
Oberemmel

### Partnerstädte
Konz ist mit vier Städten partnerschaftlich verbunden:
- Brienon (Frankreich), seit 1966
- Charny (Yonne) (Frankreich), seit 1970
- Koksijde (Belgien), seit 1973
- Puck (Polen), seit 2003

## Religion

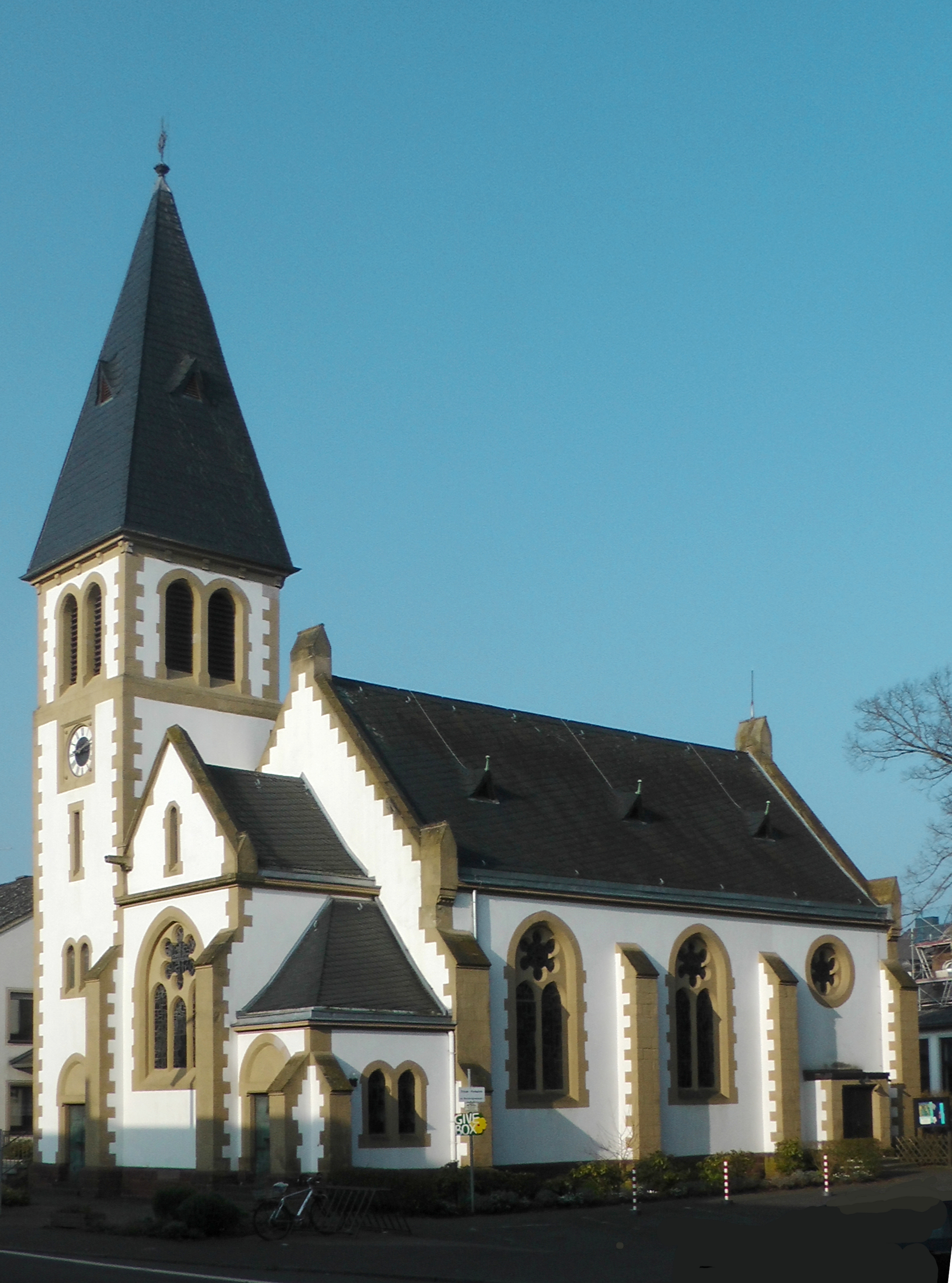
Evangelische Kirche Konz-Karthaus

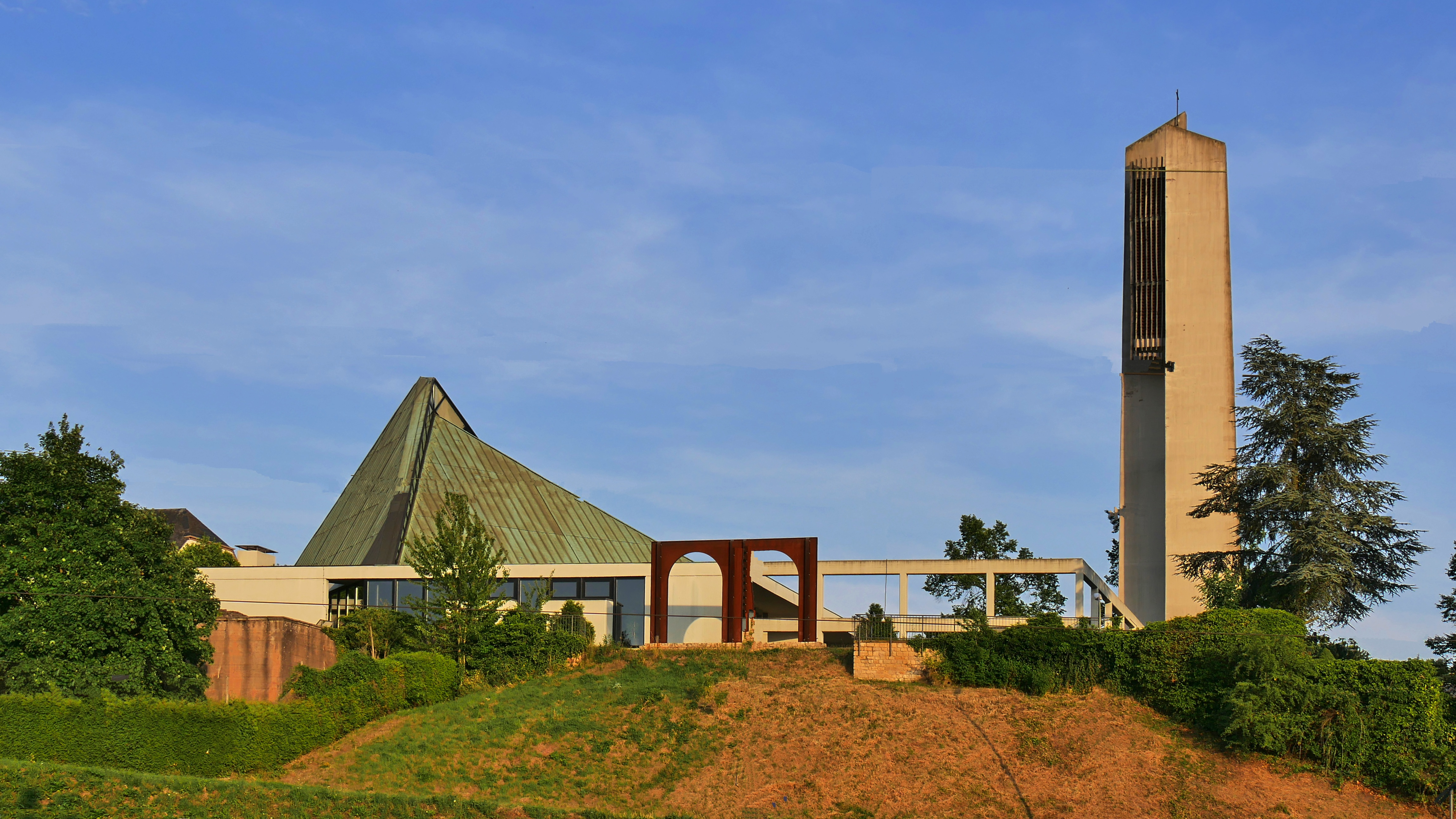
St. Nikolaus Konz

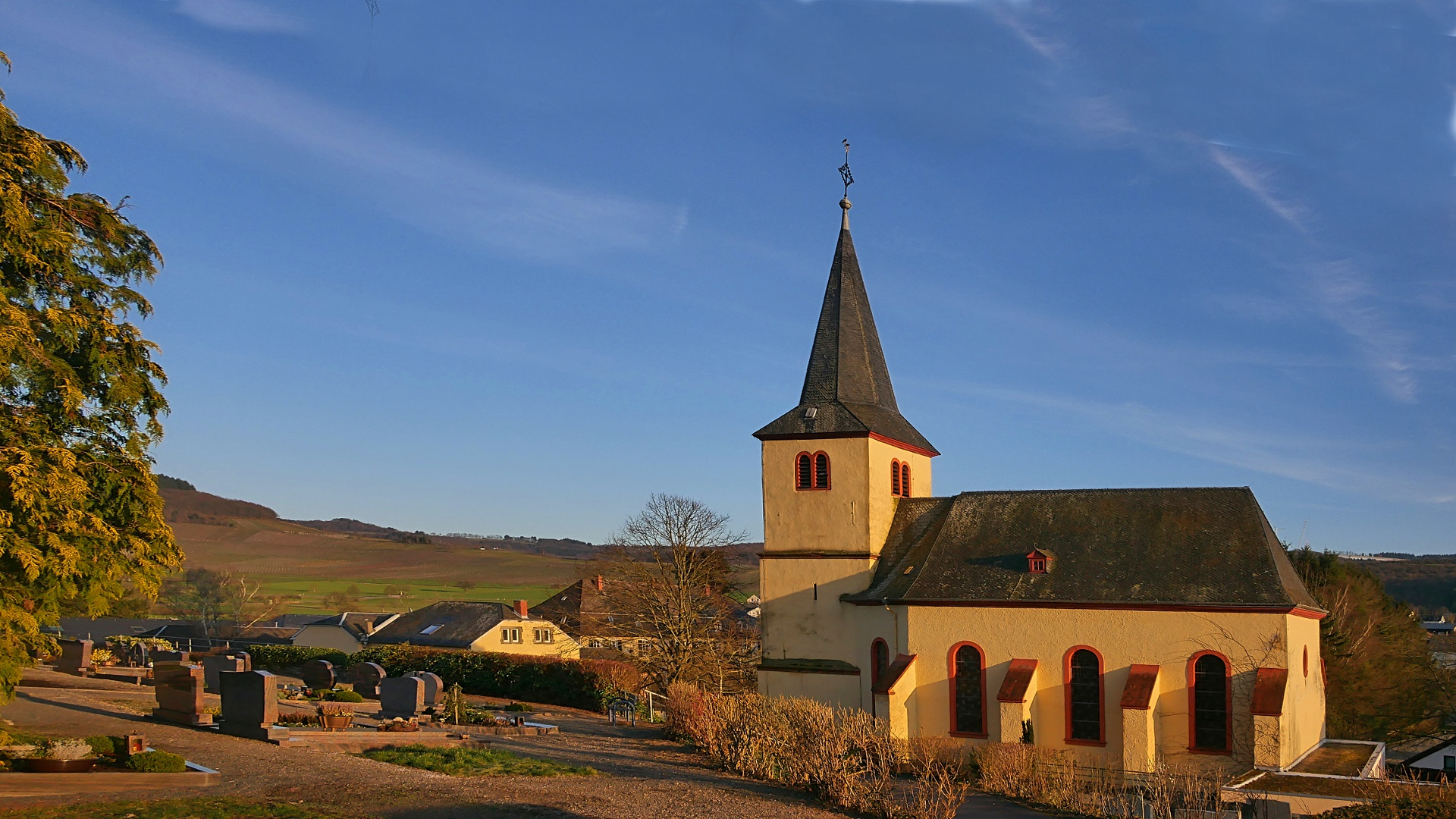
St. Briktius Konz-Oberemmel

Bis zur Mitte des 19. Jahrhunderts wohnten neben einer kleinen jüdischen Gemeinde nur Katholiken in Konz. Mitglieder anderer religiöser Vereinigungen kamen durch Zuwanderung in die Stadt. Heute konzentrieren sich die Gotteshäuser verschiedener Religionsgemeinschaften vor allem im Stadtteil Konz-Karthaus: Die katholische Pfarrkirche und ehemalige Klosterkirche St. Johann, die Evangelische Kirche Konz-Karthaus, eine Neuapostolische Kirche, seit 1991 die türkisch-islamische Moschee Haci Bayram Camii und die 2014 eröffnete deutsch-arabisch-sprachige Albukhary Moschee für Muslime aus über 20 Nationen. Zwischen den Glaubensgemeinschaften bestehen durchaus freundschaftliche Beziehungen. So wurde im September 2014 ein gemeinsamer Rundgang durch die christlichen und muslimischen Gotteshäuser veranstaltet.
Weiterhin gibt es in der Stadt Konz einschließlich der eingemeindeten Ortsteile sechs weitere Kirchen (St. Nikolaus über dem Stadtzentrum, in Krettnach, Könen, Hamm sowie zwei Kirchen in Oberemmel) und drei Kapellen (in Niedermennig, Obermennig und Filzen).
Die jüdischen Gemeinden existieren nicht mehr. Sie wurden während der NS-Zeit ausgelöscht. Die ehemalige Synagoge in der Lindenstraße ist heute ein Wohnhaus, in der ehemaligen Synagoge in Konz-Könen arbeitet heute ein Bootsbauer und die Synagoge in Oberemmel wurde in der Nachkriegszeit abgerissen.

### Konfessionsstatistik
Mit Stand Juni 2005 waren 70,1 % der Einwohner römisch-katholisch und 11,4 % evangelisch. 18,5 % gehörten entweder einer anderen Glaubensgemeinschaft an oder waren konfessionslos. Der Anteil der evangelischen und katholischen Kirchenmitglieder an der Gesamtbevölkerung ist seitdem gesunken. Ende Juni 2025 waren 48,6 % der Einwohner römisch-katholisch und 8,6 % evangelisch. 42,9 gehörten entweder einer anderen Glaubensgemeinschaft an oder waren konfessionslos.

## Kultur und Sehenswürdigkeiten
- Freilichtmuseum Roscheider Hof
- Der Menhir „Weißer Wacken“
- Kloster Karthaus
- Evangelische Kirche Konz-Karthaus mit ehemaliger evangelischer Schule
- Ehemaliges Verwaltungsgebäude der Firma Zettelmeyer – heute Stadtbibliothek – Entwurf von Egon Eiermann mit Fresken von Georg Meistermann
- Museum Westwallbunker Villa Gartenlaube
- Saarmündung
- Zwei Skulpturenwege Steine am Fluss und Skulpturen am Fluss, Teilabschnitte des Skulpturenwegs Rheinland-Pfalz
- Der Moselsteig führt durch den Ort.
- Historische Ölmühle im Ortsteil Niedermennig
- Konzer Doktorbrunnen
- Ruinen der Kaiservilla
- Fresken von Georg Meistermann in der Kirche St. Nikolaus

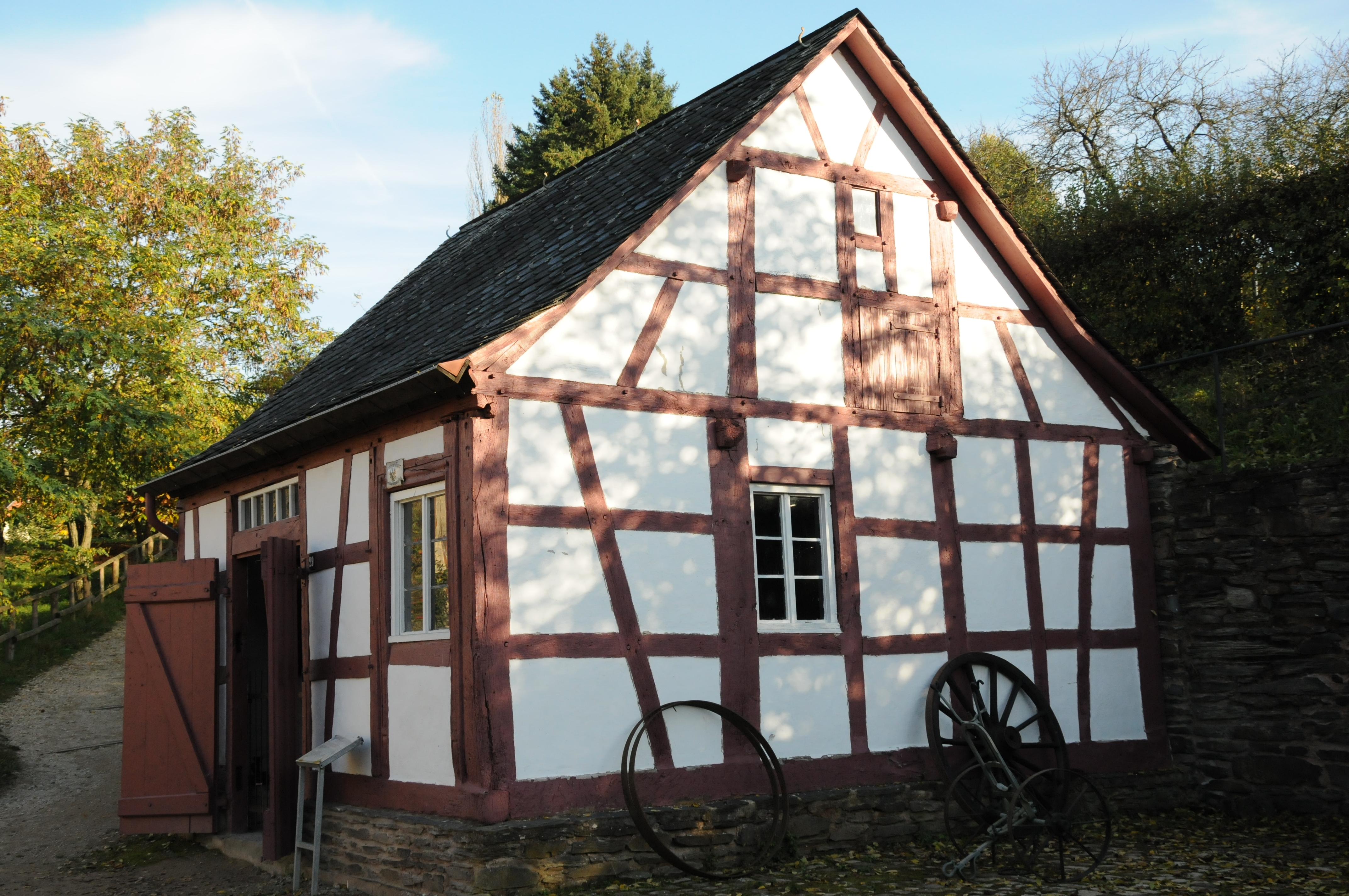
Volkskunde- und Freilichtmuseum Konz
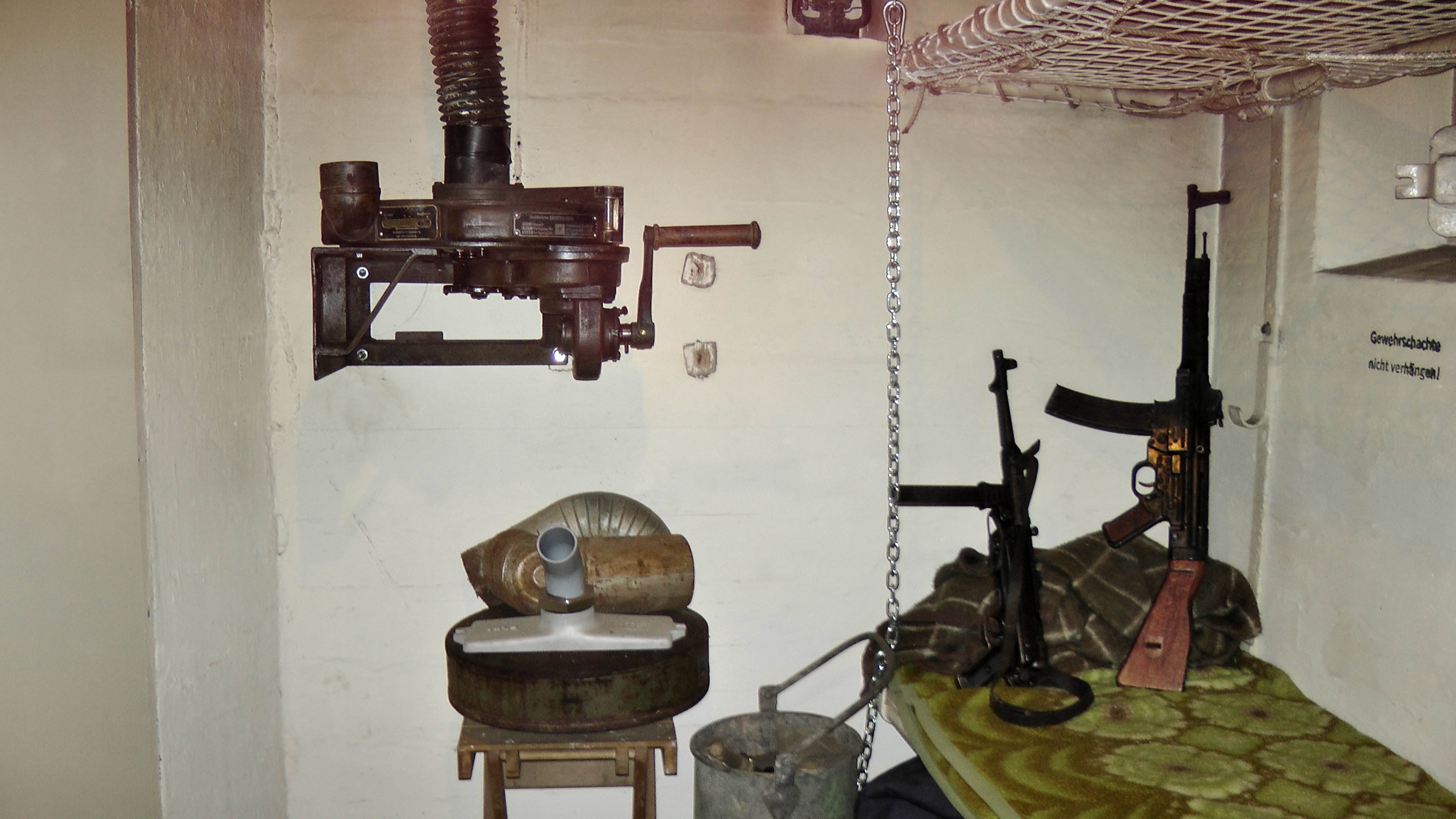
Westwallmuseum
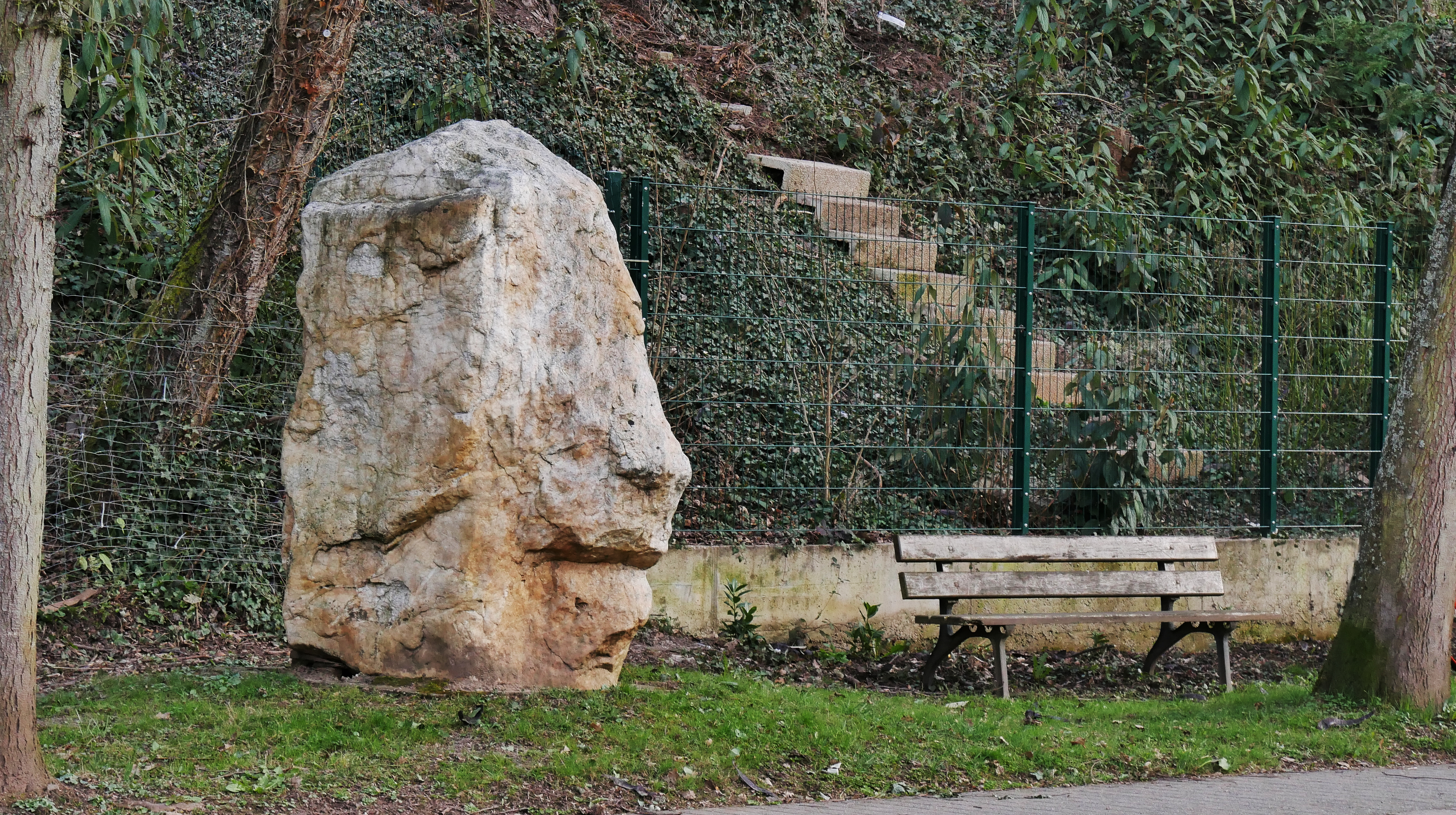
Menhir „Weißer Wacken“
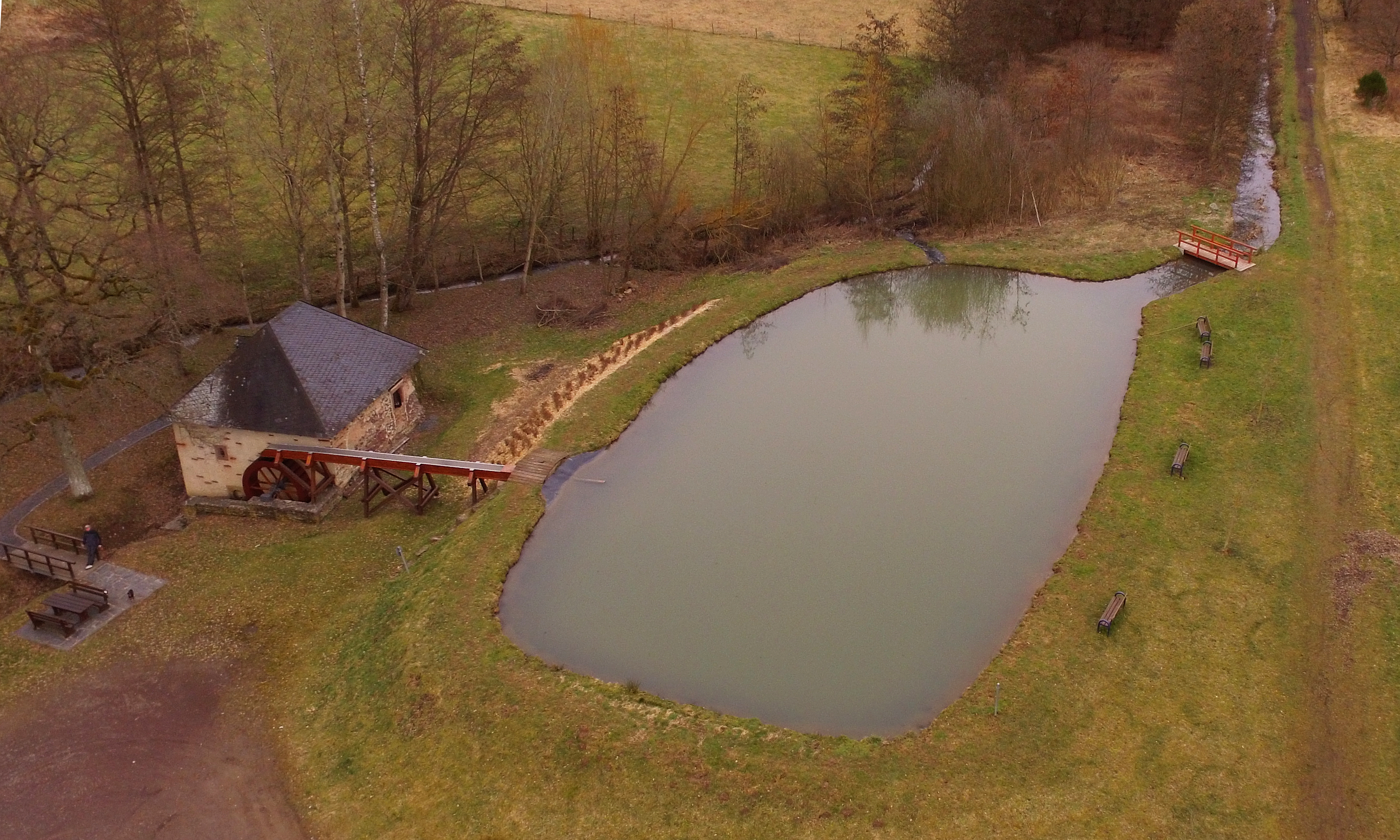
Ölmühle in Konz-Niedermennig

Siehe auch: Liste der Kulturdenkmäler in Konz und Liste der Stolpersteine in Konz

### Kunst im öffentlichen Raum

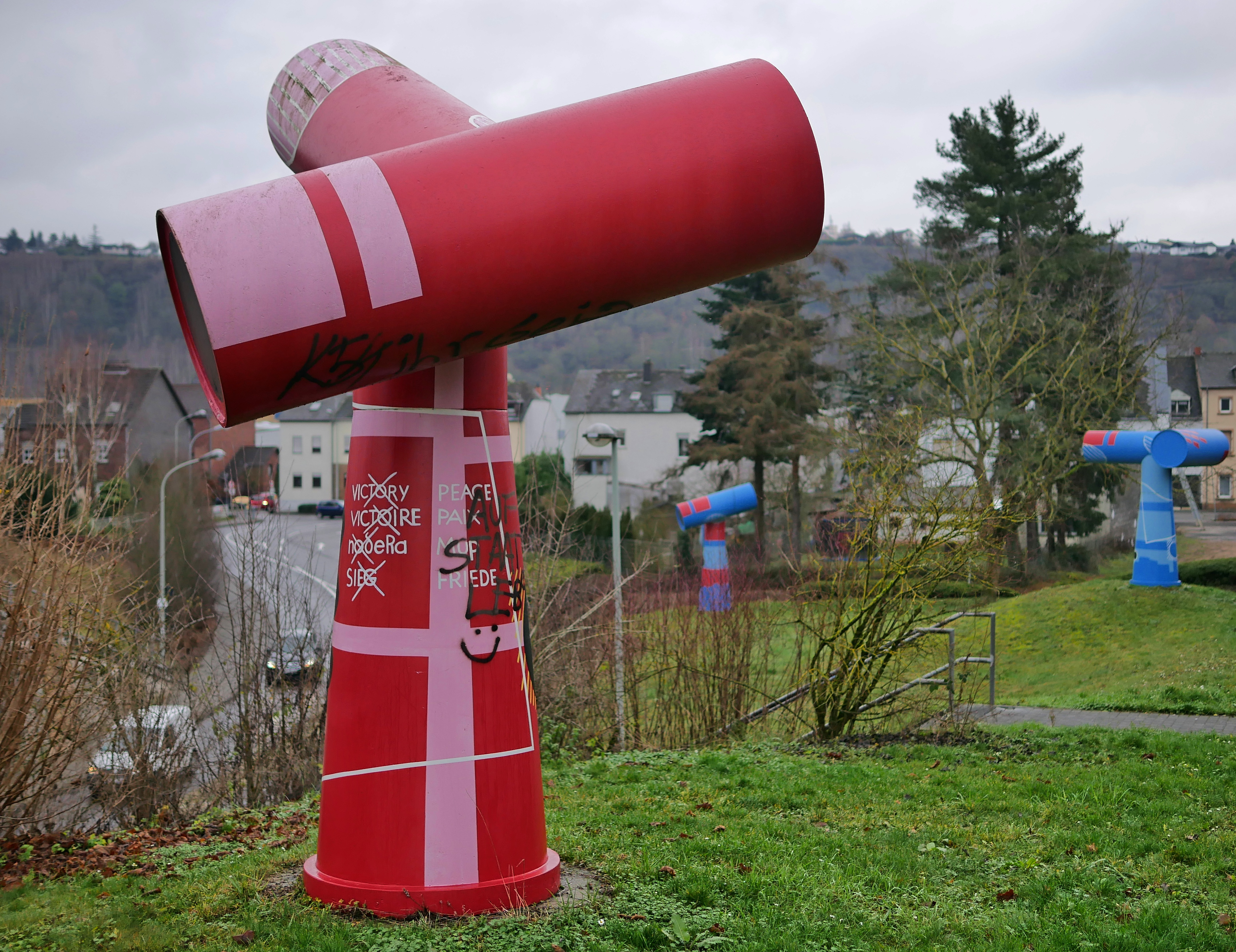
Entsorgungsmale von Friedrich Gräsel

Das Konzer Stadtbild wird stark von modernen Plastiken geprägt. Die älteste Gruppe von im Straßenraum stehenden Plastiken sind die 1983 ursprünglich auf der Könener Seite des Saarufers aufgestellten drei Entsorgungsmale von Friedrich Gräsel. Am auffälligsten sind jedoch die seit dem Jahr 2000 zumeist in der Amtszeit des Bürgermeisters Winfried Manns entstandenen Kunstwerke in nahezu allen Kreisverkehren.

### Veranstaltungen
- Februar: Karnevalszug von Karthaus ins Stadtzentrum und Kappensitzungen
- März: Frühlingsfest (Marktplatz im Stadtzentrum, nicht jedes Jahr)
- Juni: Rosenblütenfest (Freilichtmuseum Roscheider Hof)
- Juli: Wein- und Heimatfest (Marktplatz im Stadtzentrum)
- August: Oberemmeler Weinfest im Stadtteil Oberemmel
- September: Kinderfestival Konz (Stadtzentrum, alle zwei Jahre), Bauerntag (Freilichtmuseum Roscheider Hof)
- Oktober: Keltertag (Freilichtmuseum Roscheider Hof)
- November: Martinszüge in Konz-Karthaus, im Stadtzentrum und in mehreren Stadtteilen
- Dezember: Weihnachtsdorf (Freilichtmuseum Roscheider Hof)

## Wirtschaft und Infrastruktur

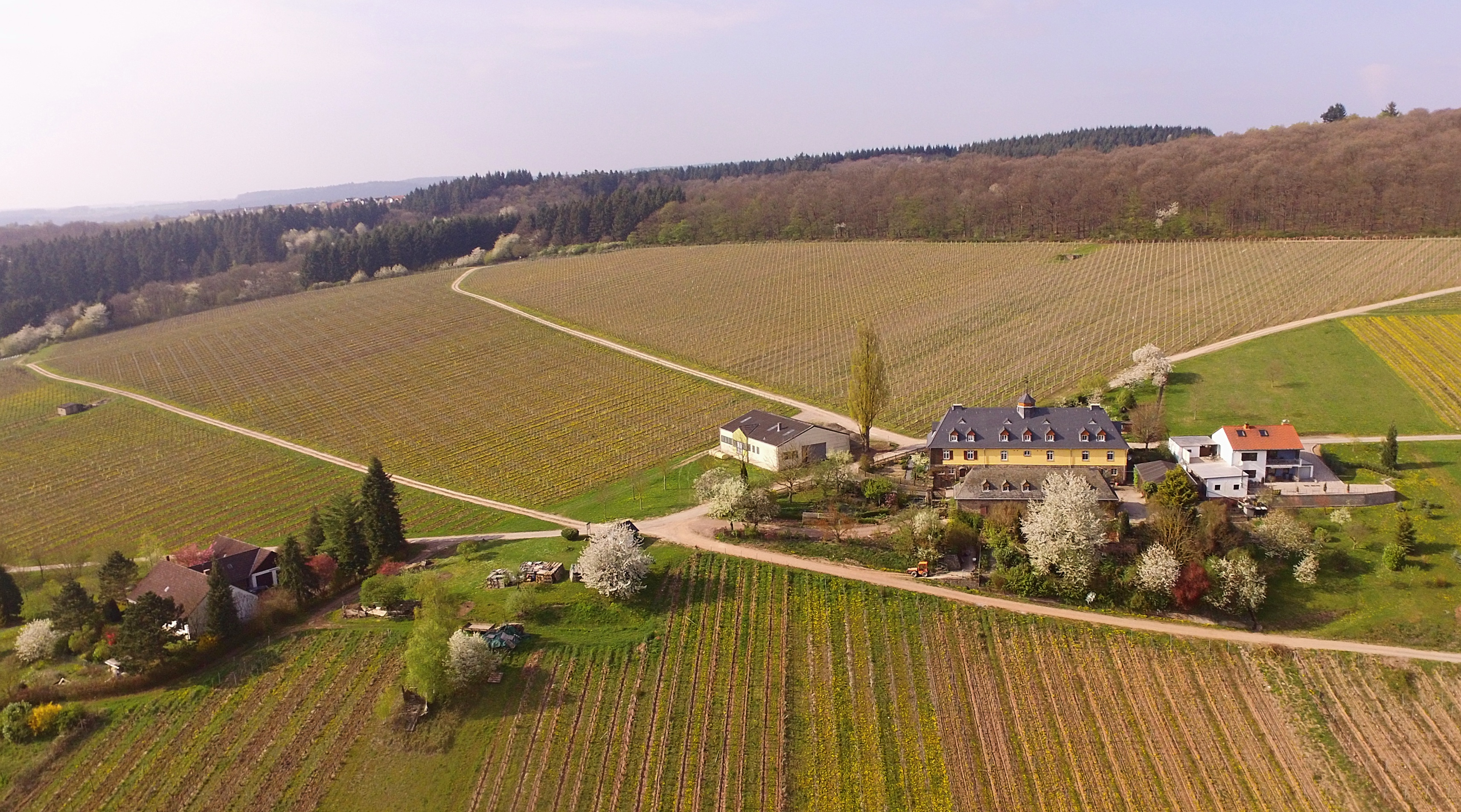
Weingut Falkensteinerhof in Konz-Niedermennig

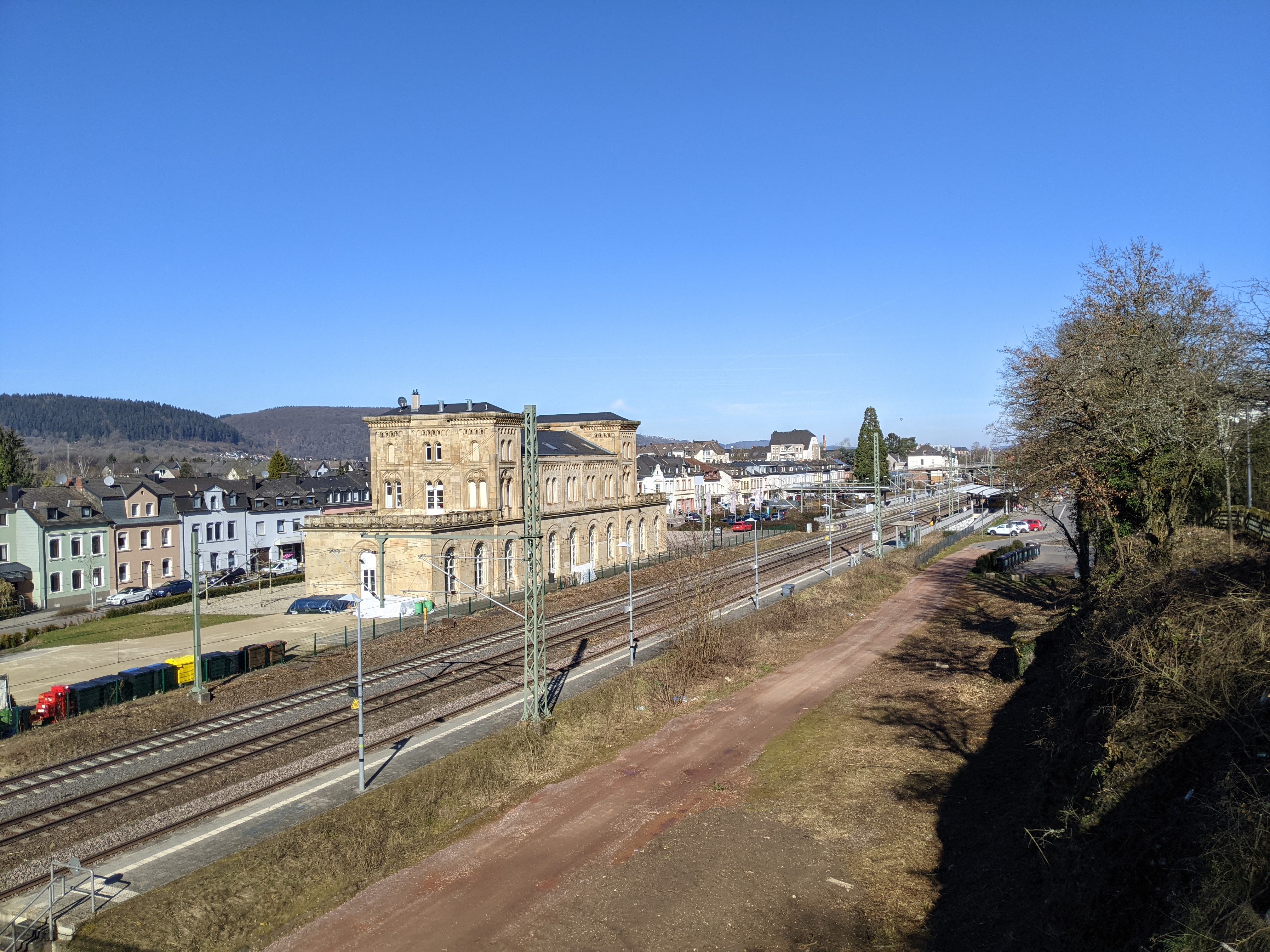
Bahnhof Konz mit ehemaligem Empfangsgebäude

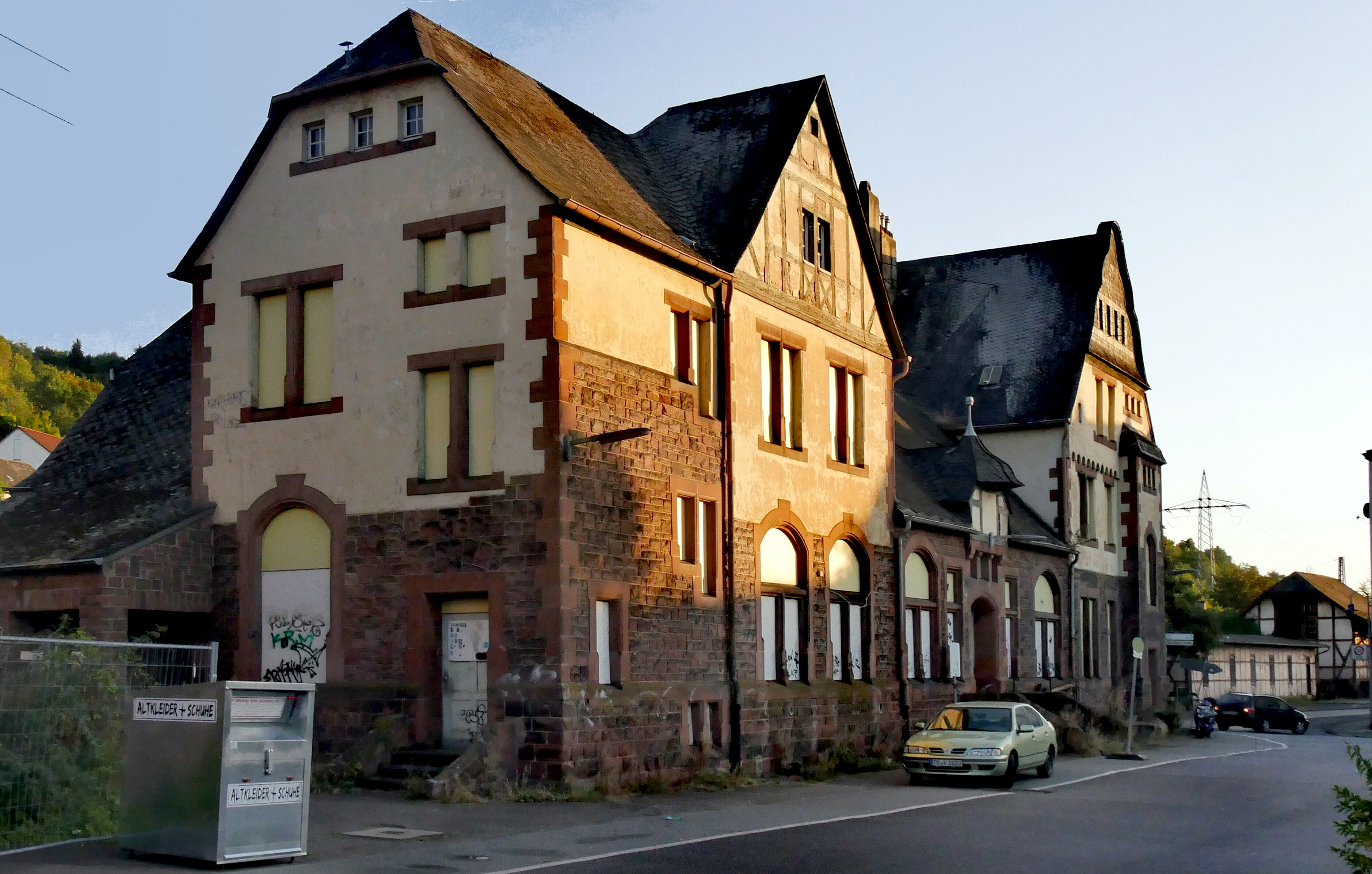
Bahnhof Konz-Karthaus

Die im sogenannten Konzer Tälchen liegenden Stadtteile sind erheblich geprägt vom Weinbau und führen dazu, dass Konz mit 256 Hektar bestockter Rebfläche nach Piesport, Zell und Leiwen viertgrößte Weinbaugemeinde an der Mosel ist. Es wird traditionell überwiegend Riesling vor allem am Steilhang angebaut.
Industriell als auch städtebaulich entwickelte sich die Stadt in ihrem Ursprung durch die Eisenbahn, auch wenn seit den 1950er Jahren durch die Bahn bei den Bahnhöfen in Konz die meisten Arbeitsplätze abgebaut wurden. Die Eisenbahnanlagen waren für Konz dominant, wozu auch Bahnbrücken über die Mosel (Konzer Moselbrücke) und die Saar gehörten. Die im Volksmund als „Hindenburgbrücke“ bezeichnete zweite Eisenbahnbrücke (1912 in Betrieb genommen) führte über die Mosel, wurde jedoch Ende des Zweiten Weltkrieges zerstört. In Konz treffen sich die Eisenbahnlinien Luxemburg–Igel–Trier, Thionville–Trier und Saarbrücken–Trier sowie ein Abzweig zur Trierer Weststrecke, so ist auch die Anzahl von vier innerstädtischen Bahnhöfen zu erklären.
Im Jahre 1897 wurde durch Hubert Zettelmeyer das Straßenbau- und Maschinenbauunternehmen Zettelmeyer gegründet. Dieser Betrieb war neben der Eisenbahn ein weiterer Garant für die industrielle Entwicklung der Stadt. 1981 wurde der Traditionsbetrieb vom Stadtzentrum in das Industriegebiet Konz-Könen verlagert.
Die Arbeitsplatzverluste bei der Eisenbahn wurden durch die Ansiedlung zweier weiterer Betriebe der Kunststoff- bzw. Textilverarbeitungsindustrie (Pegulan-Werke und KUAG) Ende der 1950er und Anfang der 1960er Jahre zumindest mittelfristig etwas kompensiert.
Bei Konz-Oberemmel befindet sich der Windpark Konz.

### Ansässige Unternehmen
- Volvo Construction Equipment (ehemals Zettelmeyer)
- Tarkett (ehemals Pegulan)

### Öffentliche Einrichtungen

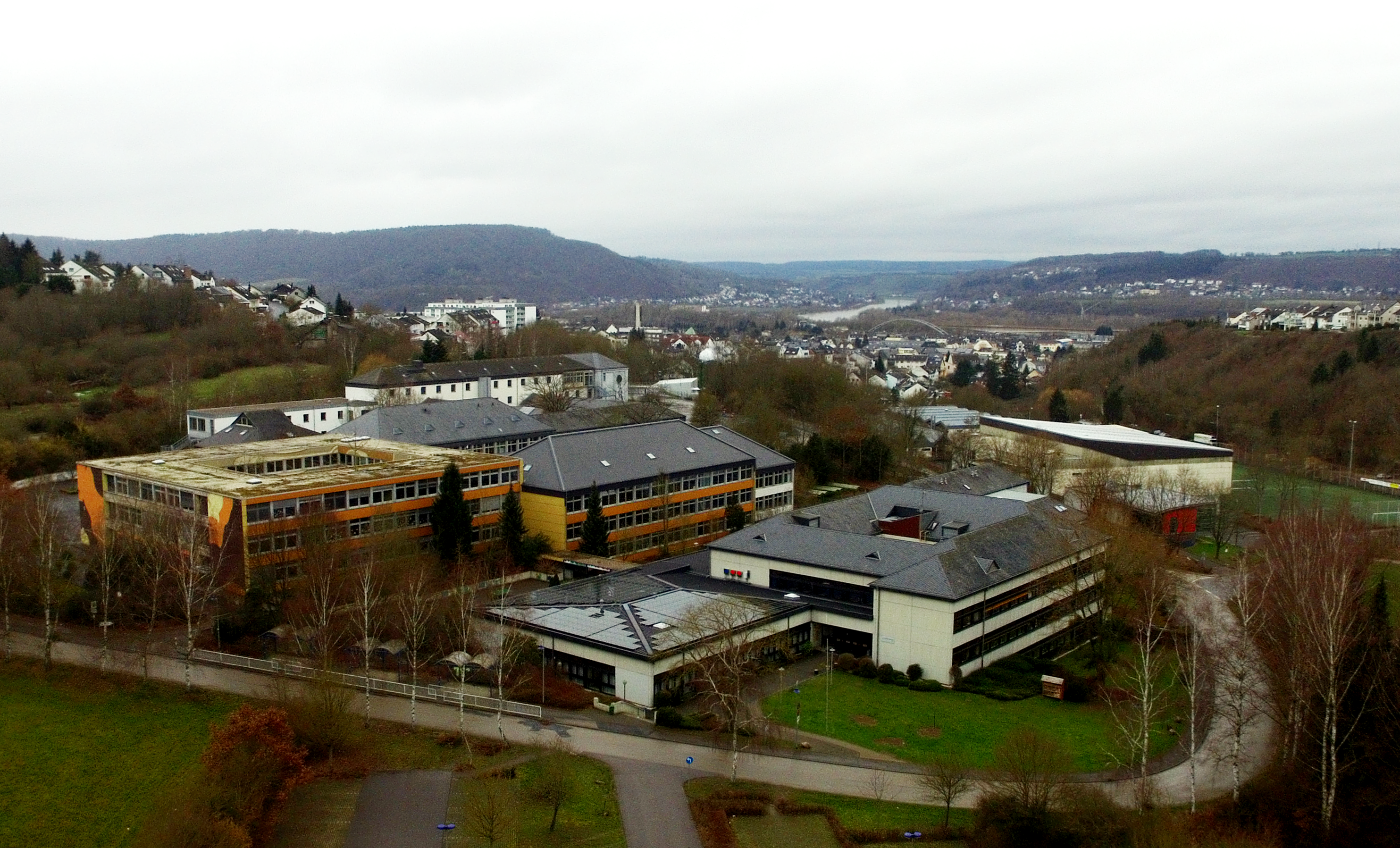
Schulzentrum Konz, Zustand 2016

- Stadtbibliothek
- Volkshochschule
- Hallenbad

#### Schulen
Die vier Konzer Grundschulen St. Johann Konz-Karthaus, St. Nikolaus, Konz-Könen und Konz-Oberemmel befinden sich in der Trägerschaft der Stadt. Der Landkreis ist Träger der weiterführenden Schulen, nämlich der Realschule plus Konz, an die seit dem Schuljahr 2013/14 auch eine Fachoberschule für Technische Informatik angegliedert ist, sowie des Gymnasiums Konz.

#### Feuerwehr
Die Freiwillige Feuerwehr der Stadt Konz ist für die Stadt und als Stützpunktfeuerwehr für die Verbandsgemeinde zuständig. Die Feuerwehr wurde 1925 gegründet. Im selben Jahr wurde im heutigen Stadtteil Karthaus die Feuerwehr Merzlich gegründet. Die Feuerwehren fusionierten 1929. Im Jahr 1991 wurde die Jugendfeuerwehr gegründet. Die Feuerwehr besitzt 8 Fahrzeuge, 2 Boote und eine Öl-Sperre. Unter den 8 Fahrzeugen befindet sich ein Wechselladerfahrzeug auf MAN TGA 26.390-Fahrgestell, welches 2007 aufgrund eines schweren Zugunglückes durch das Großherzogtum Luxemburg und den Kreis Trier-Saarburg beschafft wurde. Als Beladung stehen ein Abrollbehälter AB-Rüst schwer und ein AB-Logistik zur Verfügung. Darüber hinaus ist ein Einsatzleitwagen ELW 1 im Feuerwehrhaus der Feuerwehr Stadt Konz stationiert.
In den Stadtteilen Filzen-Hamm, Kommlingen, Könen, Krettnach-Obermennig, Niedermennig und Oberemmel befinden sich ebenfalls Freiwillige Feuerwehren.

### Verkehr

#### Straße
Konz liegt an den Bundesstraßen 51, 268 und 419 sowie an weiteren Landes-, Kreis- und Gemeindestraßen. Der Moselradweg durchquert Konz, der Saar-Radweg endet dort.

#### Schiene
Die Bahnhöfe und Haltepunkte in Konz (Konz, Konz Mitte, Kreuz Konz und Karthaus) liegen an der Obermoselstrecke, an der Saarstrecke bzw. an der Trierer Weststrecke.

#### Luftweg
Im Ortsteil Könen am Segelfluggelände Konz-Könen ist der Aeroclub Trier & Konz beheimatet.

## Persönlichkeiten

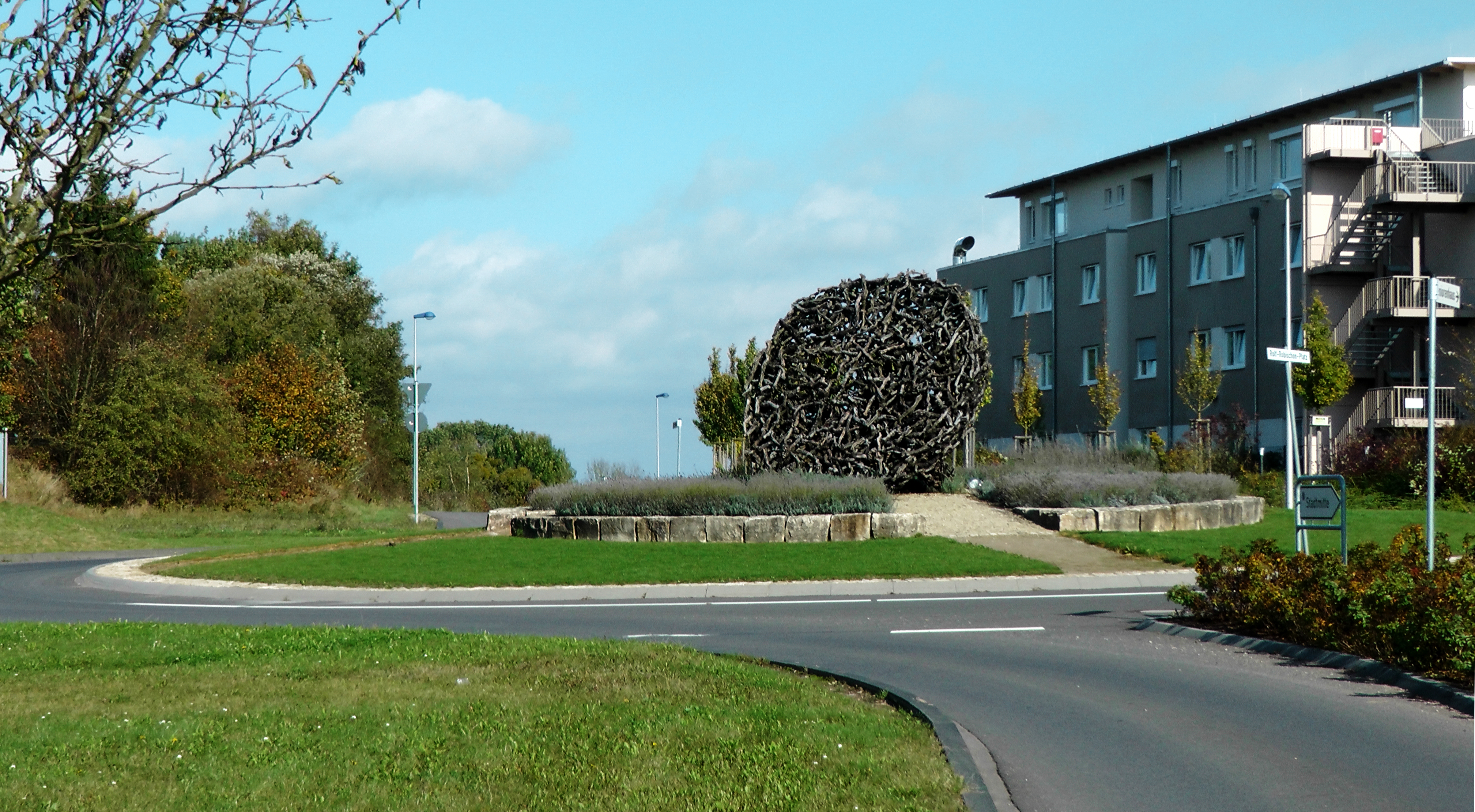
Rolf-Robischon-Platz in Konz-Roscheid

### Ehrenbürger
- Peter Zettelmeyer (1900–1981), in Konz geborener Fabrikant, Politiker, Ehrenbürger
- Michael Kutscheid (1923–2009), ehem. Bürgermeister, Landtagsabgeordneter, Ehrenbürger
- Ulrich Haas (1924–2015), ehrenamtlicher Leiter des Museums Roscheider Hof, Ehrenbürger
- Hermann Hendricks (1927–2007), ehem. Bürgermeister, Ehrenbürger
- Rudolf Molter (* 1937), Konzer Chronist und Kommunalpolitiker, Ehrenbürger
- Manfred Wischnewski (* 1939), Träger des Bundesverdienstkreuzes, Ehrenbürger
- Franz Görtz, Unternehmer, Ehrenbürger

### In Konz geboren
- Hansjörg Kohlbecher (1895–1981), Unternehmer und Politiker
- Peter Greif (1902–1933), Politiker und Widerstandskämpfer
- Nikolaus Koch (1912–1991), Professor für Philosophie und Publizist
- Matthias Schmitt (1913–1997), im Ortsteil Krettnach geborener Nationalökonom
- Robert Collet (1924–2006), Kommunalpolitiker (SPD), Mitglied des Verfassungsgerichtshofs Rheinland-Pfalz
- Hans Hubert Anton (1936–2024), Historiker, in Könen geboren
- Edwin Klein (* 1948), Leichtathlet und Autor
- Hans Peter Nilles (* 1950), Teilchenphysiker
- Karl-Hans Riehm (* 1951), Hammerwerfer
- Alfons Maximini (* 1952), Politiker (SPD), Landtagsabgeordneter
- Dieter Lintz (1959–2014), Journalist
- Sophia Junk (* 1999), Leichtathletin

### Mit Konz verbunden
- Georg Canaris (1740–1819), Pfarrer und kurfürstlicher erzbischöflicher Schulvisitator des Bistums Trier
- Nikolaus Valdenaire (1772–1849), französischer Soldat, Fabrikant, Abgeordneter im Rheinischen Provinziallandtag, Gutsbesitzer des Roscheider Hofs und Revolutionär 1848/49
- Viktor Valdenaire (1812–1881), Fabrikant, Abgeordneter der Preußischen Nationalversammlung, Besitzer des Roscheider Hofs und Revolutionär 1848/49
- Rolf Robischon (1907–1989), Architekt, Bauforscher und Gründer des Freilichtmuseums Roscheider Hof in Konz
- Otto van Volxem (1913–1994), Weingutsbesitzer und Politiker
- Max Günther Piedmont (1916–1989), Politiker
- Winfried Manns (* 1950), ehem. Bürgermeister, ehem. Geschäftsführer des Gemeinde- und Städtebunds Rheinland-Pfalz, Träger des Bundesverdienstkreuzes
- Alfons Berg (* 1955), Fußball-Schiedsrichter
- Karl-Heinz Frieden (* 1957), ehem. Bürgermeister, Geschäftsführer des Gemeinde- und Städtebunds Rheinland-Pfalz
- Reimund Dietzen (* 1959), Radrennfahrer
- Joachim Weber (* 1966), Politiker, Bürgermeister
- Verena Hubertz (* 1987), Politikerin (SPD) und Unternehmerin, MdB, Bundesministerin für Wohnen, Stadtentwicklung und Bauwesen, unter anderem in Konz aufgewachsen